# Vorpommersche Dorfstraße

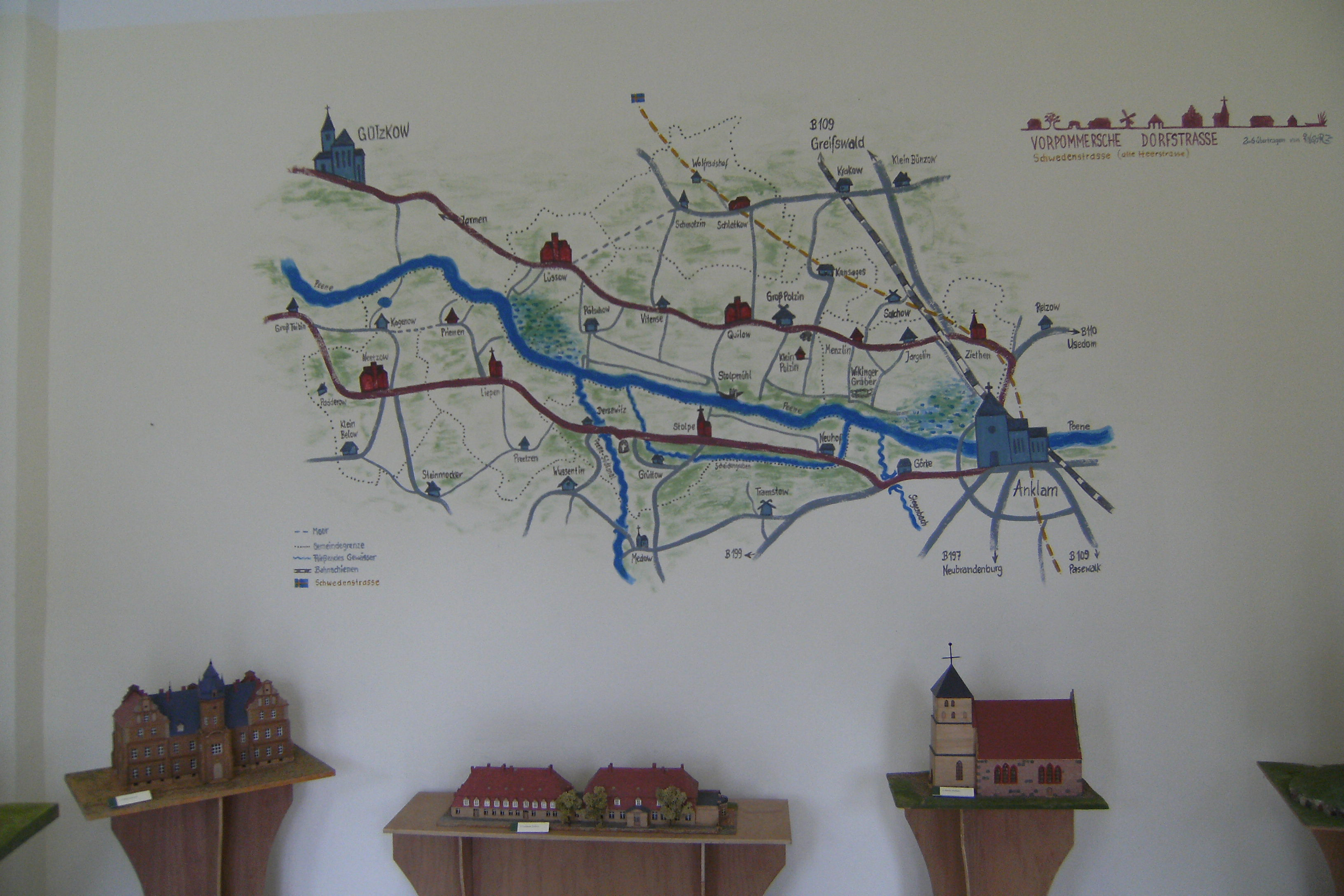
Darstellung des Verlaufs der Vorpommerschen Dorfstraße im Museum Schlatkow

Die Vorpommersche Dorfstraße ist eine Ferienstraße in Mecklenburg-Vorpommern, die vollständig im östlichen Landesteil Vorpommern verläuft. Die Route ist dabei in Form eines geschlossenen Rundkurses angelegt. Sie verläuft im Peenetal mit den Städten Gützkow, Loitz und Jarmen an ihrem westlichen Ende, der Stadt Anklam und dem Ort Ziethen etwa in der Mitte der Route sowie der Stadt Lassan am östlichen Ende. Durch die Einrichtung der Route soll die Region Peenetal unter den Aspekten Kulturgeschichte, Landschaft und Natur sowie regionale Landwirtschaft für den Tourismus erschlossen werden.
Hinsichtlich sehenswerter Naturgegebenheiten bietet das Peenetal unter anderem eine ausgedehnte Niedermoorlandschaft mit einer artenreichen Flora und Fauna, wie beispielsweise Bibern, Ottern oder Seeadlern, aber auch vielen Insekten wie Libellen und Tagfaltern. Das Peenetal ist als internationales Vogelschutzgebiet ausgewiesen, etwa 40 Prozent der hier lebenden Vogelarten stehen auf der Roten Liste gefährdeter Arten. Gleiches gilt für etwa 25 Prozent der hier vorkommenden Pflanzen, unter anderem zwölf Orchideenarten.
Zu den kulturgeschichtlich interessanten Sehenswürdigkeiten dieser Region zählen Bauwerke aus verschiedenen Epochen, unter anderem Schlösser und Burgen, Dorfkirchen, eine Klosterruine im Dorf Stolpe an der Peene, alte Gutshäuser sowie Dörfer, die in wesentlichen Teilen in ihrer ursprünglichen Architektur erhalten geblieben sind. Darüber hinaus sind entlang der Route auch Hünengräber und der frühgeschichtliche Siedlungsplatz Menzlin mit Wikingergräbern zu finden.
Unter dem thematischen Aspekt der landwirtschaftlichen Nutzung können beispielsweise in Lüssow ein traditionelles Vorpommersches Landgut, bei Krenzow eine Mühle und in der Nähe von Gützkow in Owstin eine Straußenfarm besichtigt werden. Darüber befinden sich im Verlauf der Route mehrere Bauernhöfe mit Hofläden, ebenso wie gastronomische Einrichtungen mit regionaler Küche und landwirtschaftlichem Ambiente.
Zur Konzeption der Vorpommerschen Dorfstraße gehören neben dem Zugang mittels Pkw auch Wasserwanderrouten, die durch mehrere Kanustationen angeboten werden, Radtouren mit entsprechender Dokumentation sowie ausgewiesene Wanderwege beziehungsweise Lehrpfade. Unter der Bezeichnung „Vorpommerscher Bauernmarkt“ erfolgt darüber hinaus eine gemeinsame Vermarktung regionaltypischer Landwirtschaftsprodukte.